# Jezioro Świętobór
Jezioro Świętobór, zwane również Jeziorem Świętym lub Jeziorem Świętno – jezioro o powierzchni 17,3 hektara. Położone w powiecie nowosolskim, na terenie gminy Kolsko, 3 km na południowy wschód od Konotopu. Jest ono praktycznie bezodpływowe, jednak należy do zlewni Obrzycy. Jezioro posiada znaczną głębokość – do 11,2 m). 
Powierzchnia Rezerwatu Wodno-Torfowiskowego Jezioro Święte, utworzonego w 1983, wynosi 19,51 h. Rezerwat ma za zadanie chronić wody jeziora zasilane źródłami podziemnymi, a także występujące w nim rośliny o liściach pływających i szuwary trzcinowe. Czystość wód jeziora odpowiada II klasie czystości.
W pobliżu jeziora przebiega szlak zielony  Konotop – Tarnów Jezierny, o długości ok. 15,8 km. Na zachód od jeziora znajduje się najwyższa w Polsce drewniana wieża widokowa o wysokości ok. 40 m, z platformami widokowymi na wysokości 18 i 35 m.